# 阿加萊加群島
阿加萊加群島（英語：Agaléga）是毛里求斯的一个离岛，由兩個島嶼組成，位于印度洋中，距离毛里求斯本岛北边约一千公里处。2011年7月时群岛上的人口数量约为289人。群岛总面积为2,600公顷。北島長12.5公里、宽1.5公里。南島長7公里、宽4.5公里。北岛上有一条飞行跑道及首府Vingt-Cinq。群岛以其椰子和岛上特有的阿加萊加日行守宮 (Phelsuma borbonica agalegae) 而著称，椰子种植为当地主要的经济活动。
毛里求斯政府和印度政府达成了一项备忘录来开发阿加莱加群岛，并允许印度在此建立军事基地。当地居民对此并不满意，抗议在此建立军事基地，因为它威胁到当地的就业、自决、语言文化和毛里求斯的国家主权。岛上的原居民孕妇已经不被允许在本岛分娩，以便让所有新生居民都成为所谓“外来移民”，而丧失原住民的地位，这明显是为未来驱逐岛上居民做准备。2023年，岛上空军基地的机库完工，跑道、滑行道和停机坪标记也表明，该基地已准备好使用。

## 经济
阿加莱加群岛由毛里求斯国有企业“离岛开发公司”（Outer Island Development Corporation）管理。该公司派遣一位常驻经理作为该两个小岛的最高权力代表。群岛的经济主要基于椰子油的出口。

## 外部連結
- Government of Mauritius - Agalega （页面存档备份，存于）